# Parêntese (matemática)
Na matemática, o parêntese representa uma certa "prioridade" de "resolução" em uma expressão algébrica. Por exemplo, existe uma diferença entre 3 x 3 + 1 e 3 x (3 + 1):

3 x 3 + 1 = 9 + 1 = 10
3 x (3 + 1) = 3 x 4 = 12

Na matemática, o "parêntese" é o sinal mais "forte", que tem uma maior "prioridade" sobre o resto da expressão. A ordem dos sinais (em uma expressão algébrica) é:
1º: ( ) - Parêntese
2º: [ ] - Colchete
3º: { } - Chave
Todos os três sinais citados acima tem prioridade de resolução em uma expressão algébrica, predominando sobre as operações de multiplicação, divisão, adição, subtração.
Chevron, por vezes chamado de parêntesis angular ou colchete angular, é usado para representar desigualdade.